# Chronologie du Monténégro
Cette chronologie de l'Histoire du Monténégro nous donne les clés pour mieux comprendre l'histoire du Monténégro, l'histoire des peuples qui ont vécu ou vivent dans l'actuel Monténégro.

## XXIesiècle
- 3 juin 2006 : Le Monténégro proclame son indépendance.